# Stipe Barić
Stipe Barić (Zagreb, 11. kolovoza 2006.) hrvatski je sportaš s invaliditetom i član hrvatske reprezentacije u parakarateu (kategorija K22) i parataekwondou (kategorija P22), sportovima prilagođenima osobama s intelektualnim teškoćama.
Učenik je Druge ekonomske škole u Zagrebu.

## Sportska karijera

### Karate
Karate trenira od ranog djetinjstva, a do 2025. ima više od deset godina nastupa. Član je Karate klub Alfa iz Zagreba, čiji je jedan od osnivača njegov otac i trener Damir Barić. Klub se posvećuje inkluziji osoba s invaliditetom.
Do 2025. bio je deset puta državni prvak u parakarateu. Među njegovim su značajnim međunarodnim rezultatima:
- 2023. – Europsko prvenstvo, Guadalajara – brončana medalja[5]
- 2024. – Europsko prvenstvo, Zadar – srebrna medalja[6]
- 2025. – Europsko prvenstvo, Erevan – srebrna medalja[7]

### Taekwondo
Taekwondoom se počeo baviti 2018. kao član Taekwondo kluba URIHO. Od tada redovito nastupa na domaćim i međunarodnim natjecanjima.
Do 2025. bio je sedam puta državni prvak u parataekwondou, a na međunarodnoj sceni osvojio je:
- 2023. – Svjetsko prvenstvo, Veracruz – zlatna medalja
- 2024. – Svjetsko prvenstvo, Bahrein – zlatna medalja
- 2025. – Europsko prvenstvo, Tallinn – zlatna medalja

## Nagrade i priznanja
Za svoje uspjehe dobio je:
- 4 nagrade Zagrebačkog karate saveza
- 2 priznanja Hrvatskog karate saveza
- 2 priznanja Zagrebačkog parasportskog saveza
- 2 nagrade Hrvatskog paraolimpijskog odbora[3]

## Osobni život
Rođen s Downovim sindromom, uz oštećenja vida i sluha. Sportom se počeo baviti u ranoj dobi, a njegova priča služi kao primjer uspješne inkluzije u sportu.